# Les deux font la père
Ne doit pas être confondu avec Les deux font la paire.
Pour plus de détails, voir Fiche technique et Distribution.
Papy-Sitter (Old Dogs), appelé Les deux font la père au Québec, est un film américain de Walt Becker, sorti en 2009.
Le titre Papy-Sitter fut utilisé pour les diffusions télévisées.

## Synopsis
Deux amis et associés voient leurs vies bouleversées quand d'étranges circonstances les conduisent à prendre en charge des jumeaux de 7 ans.

## Fiche technique
- Titre : Les 2 font la père
- Autre français : Papy-Sitter
- Titre québécois : Les deux font la père (parfois écrit Les 2 font la père)
- Titre original : Old Dogs
- Réalisation : Walt Becker
- Scénario : David Diamond et David Weissman
- Musique : John Debney
- Photographie : Jeffrey L. Kimball
- Montage : Ryan Folsey et Tom Lewis
- Société de production : Walt Disney Pictures et Tapestry Films
- Société de distribution : Walt Disney Studios Motion Pictures (États-Unis)
- Pays de production :  États-Unis
- Genre : Comédie
- Dates de sortie : 
  - États-Unis, Canada : 25 novembre 2009
  - France : 16 janvier 2010

## Distribution
- John Travolta (V. F. : Nicolas Marié ; V. Q. : Jean-Luc Montminy) : Charlie
- Robin Williams (V. F. : Jean-Claude Donda ; V. Q. : Guy Nadon) : Dan
- Kelly Preston (V. F. : Danièle Douet ; V. Q. : Nathalie Coupal) : Vicki
- Conner Rayburn (V. F. : Tom Trouffier ; V. Q. : Samuel Jacques) : Zach
- Ella Bleue Travolta (V. F. : Clara Quilichini) : Emily
- Lori Loughlin (V. Q. : Michèle Lituac) : Amanda
- Seth Green (V. F. : Sébastien Desjours ; V. Q. : Hugolin Chevrette) : Ralph White
- Bernie Mac (V. F. : Jean-Paul Pitolin ; V. Q. : Thiéry Dubé) : Jimmy Lunchbox
- Matt Dillon (V. F. : Bernard Gabay ; V. Q. : Gilbert Lachance) : Yancy Devlin
- Ann-Margret (V. Q. : Claudine Chatel) : Martha
- Rita Wilson (V. Q. : Isabelle Leyrolles) : Jenna
- Saburo Shimono (V. F. : Omar Yami ; V. Q. : Jacques Lavallée) : Yoshiro Nishamura
- Kevin Yamada (V. Q. : Nicolas Charbonneaux-Collombet) : Riku
- Laura Allen (V. Q. : Catherine Proulx-Lemay) : Kelly
- Luis Guzmán (V. F. : Hervé Furic ; V. Q. : Manuel Tadros) : Nick (non-crédité)
- Justin Long (V. F. : Jérôme Pauwels ; V. Q. : Antoine Durand) : Adam Devlin (non-crédité)
- Dax Shepard (V. F. : Alexis Victor) : Gary (non-crédité)

Sources et légendes : Version française (V. F.) sur RS Doublage et relevé sur le DVD ; Version québécoise (V. Q.) sur Doublage.qc.ca